# Lathyrus alpestris
Lathyrus alpestris är en ärtväxtart som först beskrevs av Franz de Paula Adam von Waldstein-Wartemberg och Pál Kitaibel, och fick sitt nu gällande namn av Celak. Lathyrus alpestris ingår i släktet vialer, och familjen ärtväxter. Inga underarter finns listade i Catalogue of Life.

## Bildgalleri

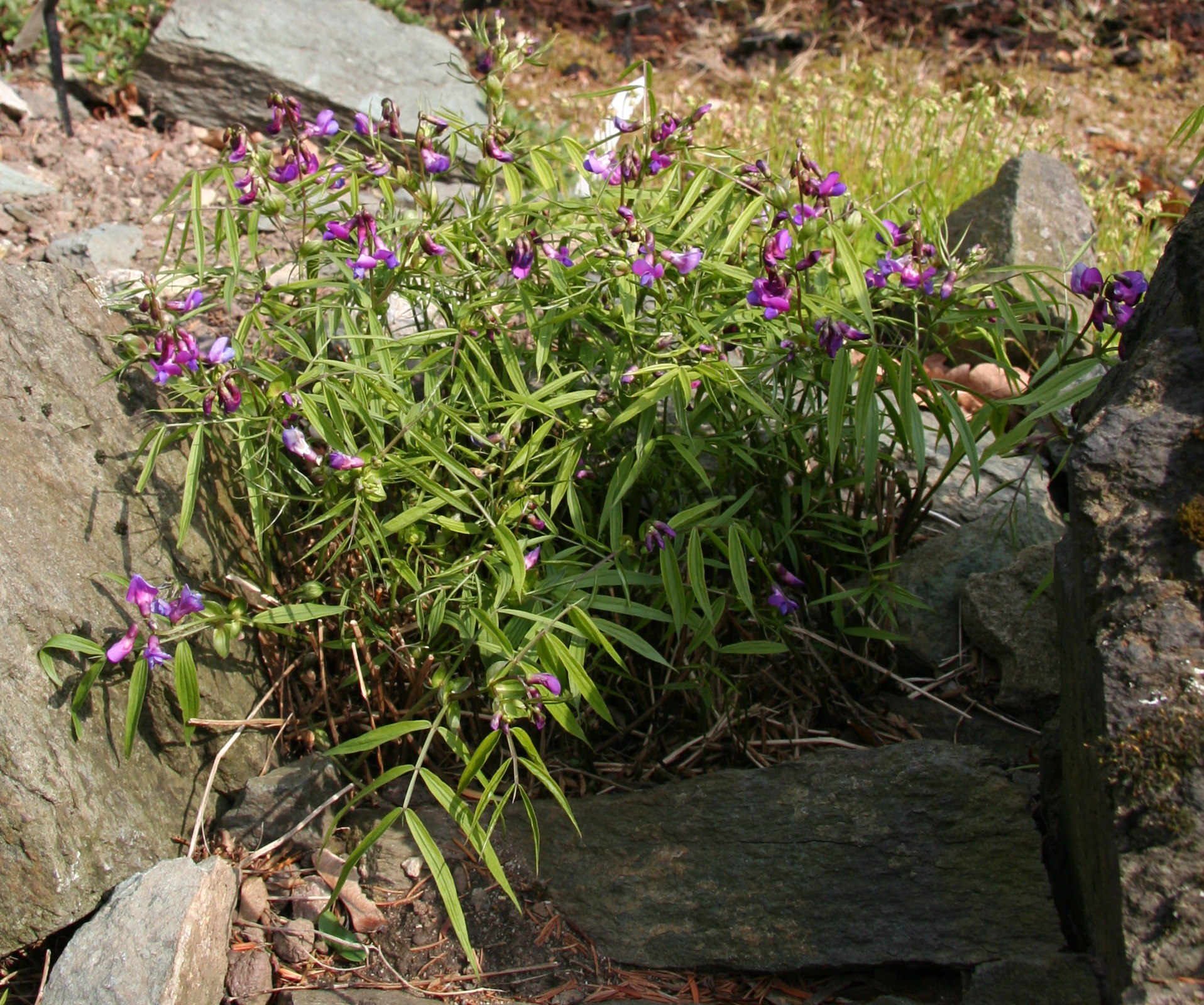
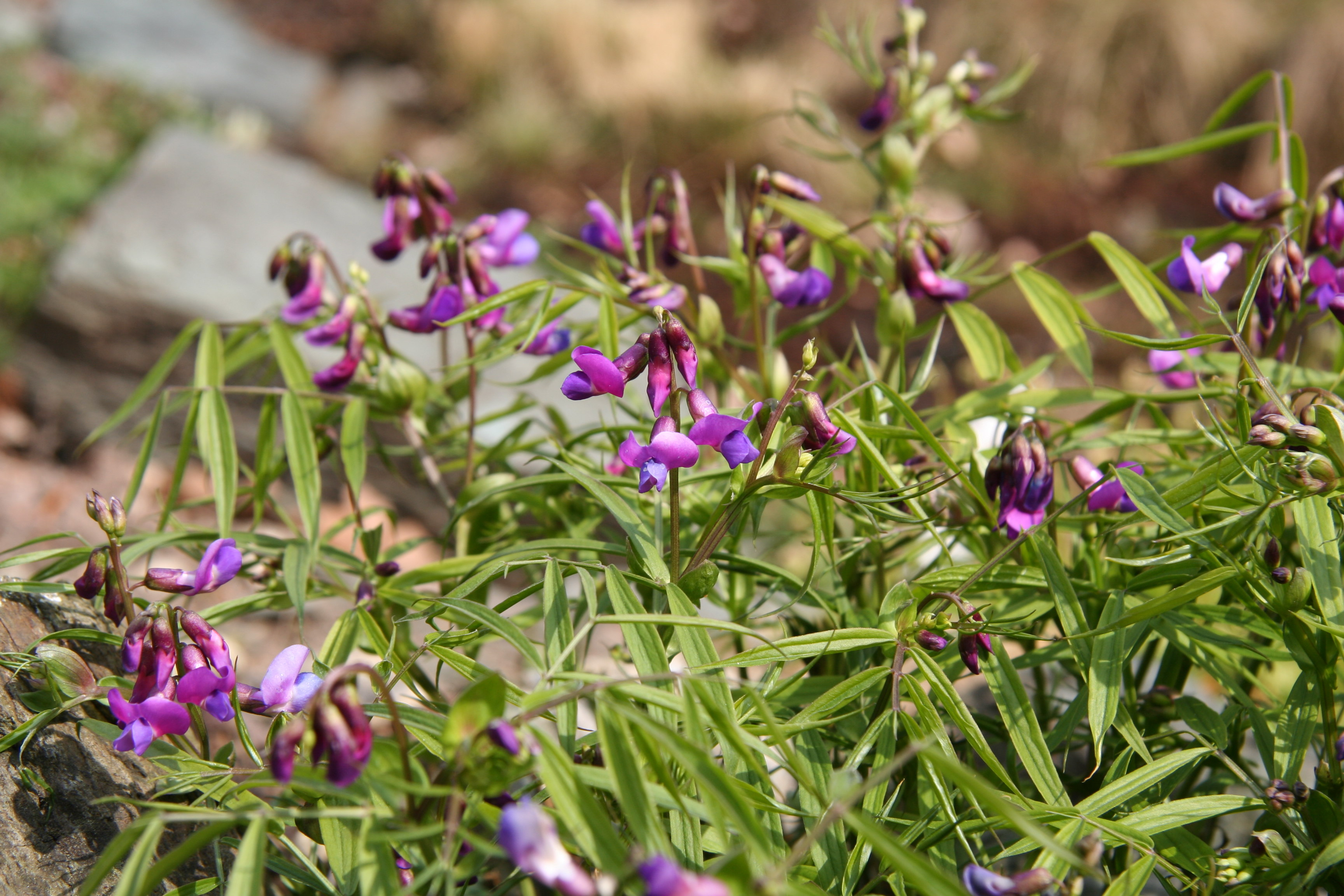